# Štefan Kočevar
Štefan Kočevar, slovenski zdravnik in politik, * 14. avgust 1808, Središče ob Dravi, † 22. februar 1883, Celje.

## Življenjepis
Štefan Kočevar je leta 1829 v Gradcu končal študij modroslovja ter leta 1835 na Dunaju doktoriral iz medicine. Kot zdravnik je najprej služboval v Celju, nato od leta 1836 do 1851 v Podčetrtku in do upokojitve 1881 ponovno v Celju.

## Delo
Kočevar je narodnonapredno začel delovati že med študijem v Gradcu ter tudi po odhodu na Dunaj vzdrževal stike z generacijo zavednih štajerskih študentov na graški univerzi. Skupaj s S. Vrazom se je navdušil za ilirizem in bil njegov najzvestejši sodelavec na Štajerskem. V tridesetih in štiridesetih letih 19. stoletja je v tesnem sodelovanju z Vrazom zbiral ljudske pesmi, ga finančno podpiral in od leta 1843 do 1848 pripravljal izdajo slovarja ilirskega jezika.
V revolucionarnem letu 1848 si je Kočevar prizadeval za tesnejšo povezanost Slovencev in Hrvatov, zato ga je graška Slovenija izbrala za zastopnika na 1. zasedanju novega hrvaškega sabora, ki je bil 5. junija 1848 v Zagrebu; tu je skušal pridobiti Hrvate za ideje štajerskih Slovencev.
Kočevar je bil  član celjskega občinskega odbora, vendar je iz njega zaradi poskusov nemške večine, da bi izrinila slovenske dijake iz celjske glavne šole, leta 1865 izstopil. Skupaj z J. Vošnjakom je poskušal ustanoviti društvo slovenskih zdravnikov na Štajerskem. Napisal je poljudnoznanstveni spis Slovenska mati  (1882) o pravilnem ravnanju z nosečimi ženami in porodnicami.